# 東平作
東 平作（ひがし へいさく、1896年9月2日 - 1966年6月22日）は、日本の陸軍軍人。

## 履歴
1896年（明治29年）9月、高知県幡多郡東山村古津賀（現在の四万十市）に東仁太郎の次男に生まれた。県立第三中学を経て、1919年（大正8年）5月、陸軍士官学校（31期）を卒業。同年12月、歩兵少尉に任官。
広島師団司令部付、北京公使館付武官などを歴任。支那事変に。1938年（昭和13年）5月の徐州戦の大運河作戦。同10月の仙山市占領。1939年（昭和14年）11月南寧の上陸作戦などを歴戦、絶妙の戦略を示し武功をたてる。以後、仏印、シンガポール、ジャワ島、ガダルカナル島を歴戦。第18軍高級副官としてニューギニアで終戦を迎える。1966年（昭和41年）6月、69歳で死去。

## 参考資料
- 『高知県人名事典』高知市民図書館、1970年。